# Michael Vanderaerden
Michael Vanderaerden, né le 10 février 1987 à Diest, est un coureur cycliste belge.

## Biographie
Micheal Vanderaerden est le fils d'Eric Vanderaerden et le neveu de Gert Vanderaerden.

## Palmarès
- 2004
  - 3e étape du Tour de Basse-Saxe juniors
  - 3e du Tour de l'Abitibi
- 2005
  - 2eb étape du Tour de Basse-Saxe juniors
  - 2e de la Flèche du Brabant flamand
- 2007
  - 5ea étape du Tour de Lleida (contre-la-montre par équipes)